# Zosmotes plumula
Zosmotes plumula là một loài bọ cánh cứng trong họ Cerambycidae.